# 루시타니아 호의 침몰

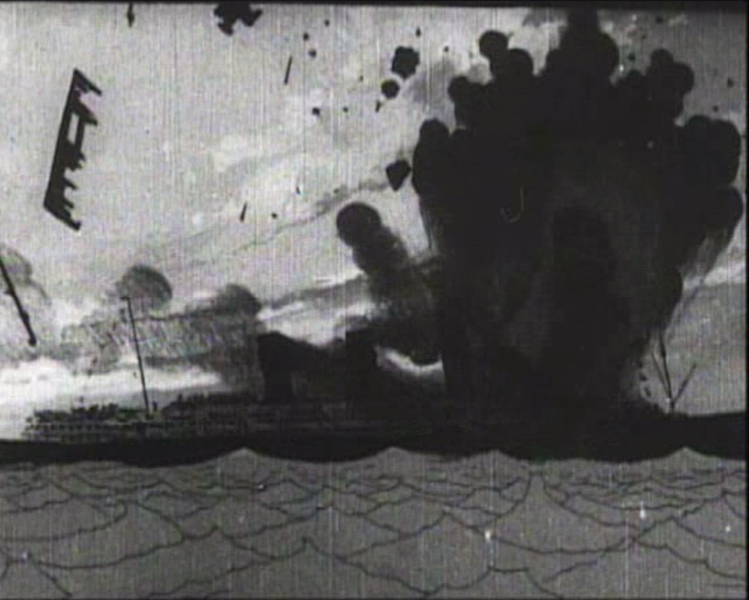
루시타니아 호가 어뢰에 피격되는 순간의 장면.

《루시타니아 호의 침몰》(The Sinking of the Lusitania)은 1918년에 만들어진 흑백 무성 애니메이션이다. 감독은 미국의 윈저 맥케이. 프로파간다 목적으로 사진이 촬영되지 못한 RMS 루시타니아의 격침 사건을 애니메이션으로 묘사하였다. 상영시간은 12분으로, 그때까지 만들어진 애니메이션 중 가장 긴 애니메이션 기록을 갱신했다. 애니메이션의 역사에 있어 극초기의 다큐멘터리 애니메이션이자, 웃고 즐기기 위한 것이 아닌 진지한 내용을 다룬 애니메이션으로는 지금까지 보존된 것 중 최고로 오래된 것이다.